# Reina (1743)
El Reina fue un navío de línea de la Real Armada Española de 70 cañones nominales, repartidos en dos cubiertas y construido en el Real Astillero de La Habana. Su nombre de advocación era San Dámaso. Perteneció a la clase conocida como Reina.De acuerdo con los estándares británicos, quedaba categorizado como navío de tercera clase.

## Construcción
El barco se encargó en La Habana, donde se colocó la quilla el 1 de mayo de 1742. El barco fue botado el 25 de mayo de 1743 y puesto en servicio el 18 de diciembre de 1743. Su construcción fue dirigida por el asentista Juan de Acosta, bajo diseño de Cipriano Autrán. El navío seguía el sistema de construcción "a la española" de José Antonio de Gaztañeta.

## Historial
Tras su entrega oficial a la Armada en 1743, el buque fue incorporado a la armada del teniente general D. Rodrigo de Torres y Morales, relevado a fines del año siguiente por su compañero de empleo, de menor edad, D. Andrés Reggio.
El 23 de noviembre de 1745 se había nombrado para el cargo de Virrey de Nueva España a Juan Francisco de Güemes, aunque no tuvo conocimiento hasta que el 22 de abril de 1746 el mariscal de campo D. Juan Antonio Lineo y Fuertes le entregó los despachos que le promovían al cargo de Virrey de Nueva España. Güemes instaló en la capitanía general a su sucesor el 23 de abril de 1746; y zarpó a Veracruz a bordo del navio Reina, con la escuadra del teniente general D. Andrés Reggio, sucesor de Torres y Morales. Al empezar el reinado de Fernando VI se le cita como navío de 70 cañones, adscrito al departamento de La Habana. Tras el viaje anterior, el buque fue requerido para zarpar con caudales rumbo a Cádiz después del huracán del 13 de octubre de 1746 que sacudió la zona, arribando sin novedad en enero de 1747 tras apresar en la travesía al navío británico Julio César.
El Reina zarpó de Cádiz en 1747 con los navíos Nueva España y Conquistador y la fragata Bizarra rumbo a Puerto Rico al mando de Alejandro Castelai. En octubre de 1747 escoltó entre 6 y 7 buques de carga que transportaban caudales y suministros desde Veracruz a La Habana y luego a Cádiz, a donde el barco arribó el 9 de enero de 1748 con 2,5 millones de pesos en plata y alimentos. El 26 de diciembre de 1749 el barco partió de Veracruz hacia La Habana y luego a Cádiz con 4,7 millones de pesos de plata y víveres, llegando el 24 de abril de 1750 a Cádiz. En 1751 se documentaba que el navío seguía disponiendo de 70 cañones.
En 1751 y 1753 el barco patrulló el Mediterráneo. Corría el año 1755 cuando el Reina se hallaba en mantenimiento y renovación en el Arsenal de La Carraca. El 5 de septiembre de 1759 el barco partió de Cádiz con el Europa rumbo a La Habana, transportando cañones y municiones. En 1761 regresó a Cádiz, desde donde el barco regresó a La Habana al año siguiente, ante el inminente anuncio de la entrada en la guerra de los Siete Años contra el Reino Unido.
La Marina Real Británica capturó el barco atracado cuando La Habana capituló el 11 de agosto de 1762, después de un asedio de más de dos meses, en el marco de la Guerra de los Siete Años. Al momento de su captura, se cita que el buque disponía de 70 cañones.

### HMSReyna
El 13 de agosto de 1762, el Reino Unido capturó el Reina, que estaba en pleno proceso de carenado. El navío fue asignado a la Royal Navy con el nombre de HMS Reyna. El barco fue vendido para desguace en 1772.